# International Management Group
 (janvier 2025).
Si vous disposez d'ouvrages ou d'articles de référence ou si vous connaissez des sites web de qualité traitant du thème abordé ici, merci de compléter l'article en donnant les références utiles à sa vérifiabilité et en les liant à la section « Notes et références ».
Pour les articles homonymes, voir IMG.
International Management Group (IMG) est un groupe de marketing, événementiel ou de management sportif composé de plusieurs entités dont l'agence de mannequins IMG Models et l'organisation de Miss Univers.

## Historique
IMG est créé en 1960 par Mark McCormack.
IMG appartient depuis 2014 au groupe Endeavor Group Holdings d'Ari Emanuel. 

## Description
À partir des années 1980, IMG et Julian Jakobi en particulier s'occupent des carrières de Björn Borg, Mats Wilander, Virginia Wade, Sue Barker, Bernhard Langer, Nick Faldo, ou encore des pilotes de Formule 1 comme Alain Prost et Ayrton Senna. Le groupe gère entre autres Tiger Woods, Roger Federer, Aleksandr Ovetchkine, Venus Williams, Monica Seles, Maria Sharapova ou Serena Williams.
IMG est leader mondial dans ce domaine devant Lagardère Unlimited. 
IMG possède également les droits sur plusieurs fashion weeks dont trois des quatre plus importantes : New York, Londres et Milan.
IMG emploie 2 500 personnes dans 31 pays[Quand ?].